# Paul Galles

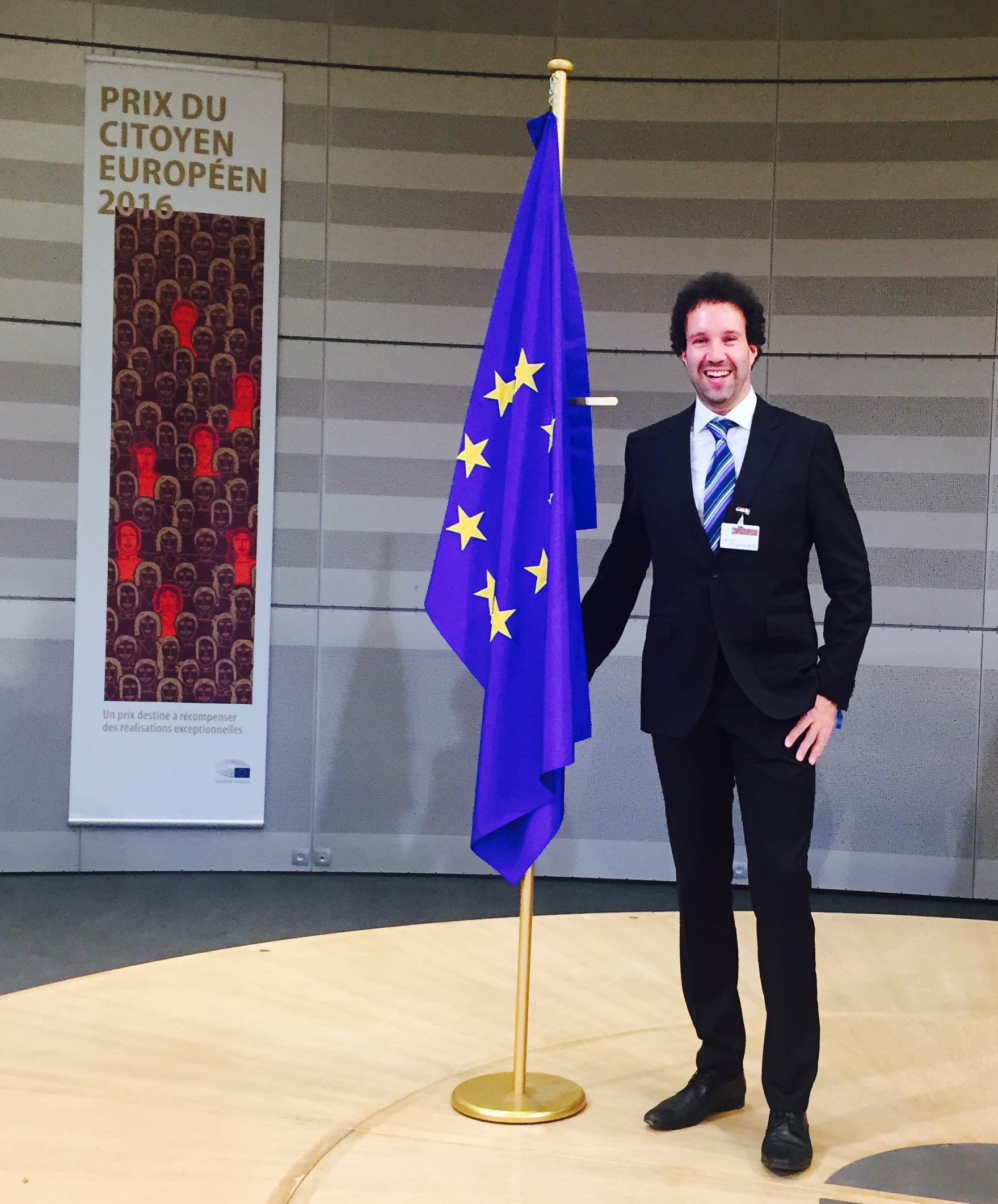
Paul Galles (2016)

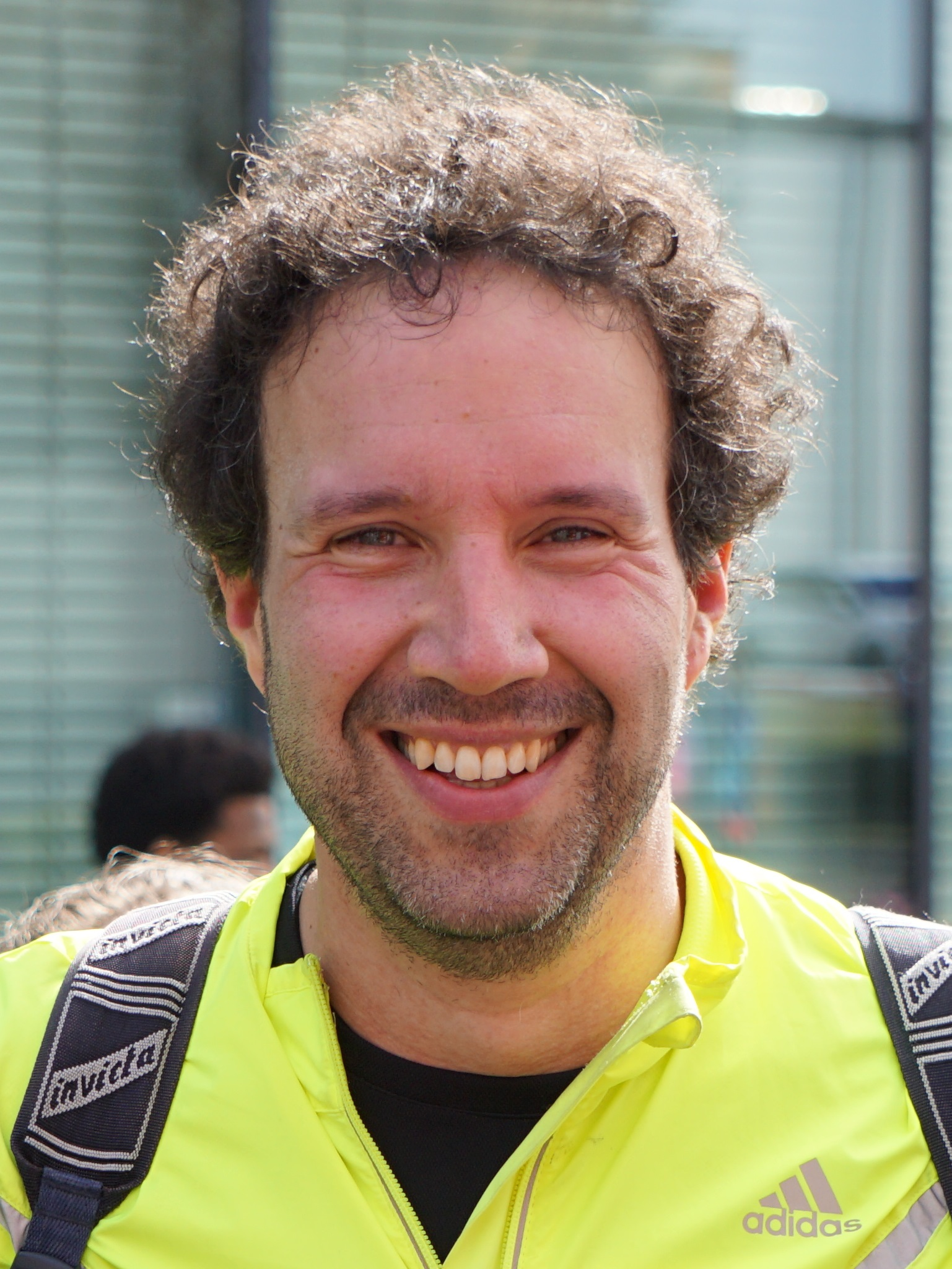
Paul Galles (2017)

Paul Galles (* 18. Mai 1973 in Luxemburg) ist ein luxemburgischer Journalist und Politiker der Chrëschtlech-Sozial Vollekspartei (CSV), der seit 2018 Mitglied der Abgeordnetenkammer ist. 

## Leben
Paul Galles begann nach dem Besuch des Lycée Michel-Rodange (LMRL) 1992 ein Studium der Theologie an der Universität Trier, das er 1995 an der Päpstlichen Universität Gregoriana fortsetzte und dort 2005 seinen Abschluss erwarb. Nach seiner Priesterweihe war er zwischen 1999 und 2010 als katholischer Priester tätig und ständiger Mitarbeiter des Radiosenders Radio DNR. Am 16. April 2010 schloss er seine Promotion zum Doctor theologiae an der Päpstlichen Universität Gregoriana „summa cum laude“ mit der Dissertation Situation und Botschaft. Die soteriologische Vermittlung von Christologie und Anthropologie in den offenen Denkformen von Paul Tillich und Walter Kasper ab. 2010 begann er ein postgraduales Studium im Fach Nachhaltige Entwicklungszusammenarbeit an der Technischen Universität Kaiserslautern und wurde nach dessen Abschluss am 17. Januar 2011 Mitarbeiter beim Caritasverband Luxemberg, in dem er insbesondere Organisator und Projektmanager beim Aufbau des Jugendverbands Young Caritas sowie Koordinator des solidarischen Ehrenamts war. 2016 wurde er für sein Engagement für Flüchtlinge mit dem Europäischen Bürgerpreis ausgezeichnet.
Galles wurde am 1. Januar 2016 Mitglied der Christlich-Sozialen Volkspartei CSV (Chrëschtlech-Sozial Vollekspartei) und begann sein politisches Engagement am 4. Dezember 2017 als Mitglied des Stadtrates von Luxemburg. Bei der Kammerwahl am 14. Oktober 2018 wurde er im Wahlbezirk Zentrum erstmals zum Mitglied der Abgeordnetenkammer (Chamber) gewählt. In der aktuellen Wahlperiode (2018 bis 2023) ist er seit dem 6. Dezember 2018 Mitglied der Ausschüsse für Arbeit, Beschäftigung und soziale Sicherheit (Commission du Travail, de l'Emploi et de la Sécurité sociale), Petitionen (Commission des Pétitions), Rechnungsprüfung (Commission des Comptes), auswärtige und europäische Angelegenheiten, Zusammenarbeit, Einwanderung und Asyl (Commission des Affaires étrangères et européennes, de la Coopération, de l’Immigration et de l’Asile), Familie und Integration ( Commission de la Famille et de l'Intégration), Umwelt, Klima, Energie und Raumplanung (Commission de l'Environnement, du Climat, de l'Energie et de l'Aménagement du territoire), nationale Bildung, Kindheit, Jugend, Hochschulbildung und Forschung (Commission de l’Education nationale, de l’Enfance, de la Jeunesse, de l’Enseignement supérieur et de la Recherche) sowie des sogenannten Ausschusses für alle Ausschüsse (Commission „Toutes les Commissions Parlementaires“).
Im September 2020 als Nachfolger von Félix Eischen zunächst kommissarischer Generalsekretär sowie nach dem Rücktritt von Eischen im Januar 2021 Generalsekretär der CSV und bekleidete dieses Amt bis zu seiner Ablösung durch Christophe Hansen im März 2022. Er selbst ist seit dem 24. April 2021 neben Anne Logelin Vize-Vorsitzender der CSV. 
Am 25. November 2021 wurde Galles für Luxemburg als Vertreter von Françoise Hetto-Gaasch beziehungsweise seit dem 24. Januar 2022 von Max Hengel stellvertretender Mitglied der Parlamentarischen Versammlung des Europarates und ist dort unter anderem Mitglied im Ausschuss für Migration, Flüchtlinge und Vertriebene. Er war neben Jessie Thill von den Grünen (Déi Gréng) Vertreter von Luxemburg bei der UN-Klimakonferenz in Scharm asch-Schaich vom 6. bis 20. November 2022.
Darüber hinaus wurde er am 6. Juli 2023 zum Schöffen (Schäffe) der Stadt Luxemburg durch Innenministerin Taina Bofferding vereidigt.

## Veröffentlichung
- Situation und Botschaft. Die soteriologische Vermittlung von Christologie und Anthropologie in den offenen Denkformen von Paul Tillich und Walter Kasper, De Gruyter, Berlin 2012, ISBN  978-3-11-029198-8